# 5799 Brewington
5799 Brewington este un asteroid din centura principală de asteroizi.

## Descriere
5799 Brewington este un asteroid din centura principală de asteroizi. A fost descoperit pe 9 octombrie 1980 la Observatorul Palomar de Carolyn S. Shoemaker. Asteroidul prezintă o orbită caracterizată de o semiaxă mare de 2,62 ua, o excentricitate de 0,17 și o înclinație de 12,5° în raport cu ecliptica.